# Zahořany (okres Praha-západ)
Zahořany (německy Sahorschan) jsou obec v okrese Praha-západ ve Středočeském kraji, asi 26 km jižně od Prahy. Žije zde 355 obyvatel.

## Historie
První písemná zmínka o obci pochází z roku 1348.

## Obecní správa

### Části obce
- Zahořany (k. ú. Zahořany u Mníšku pod Brdy)

Sousedními obcemi sídla jsou Bojanovice, Nová Ves pod Pleší, Mníšek pod Brdy a Čisovice.
Do 1. července 1974 byla obec součástí okresu Příbram. Poté přešla v souvislosti s rozšiřováním území hlavního města Prahy do okresu Praha-západ.

### Územněsprávní začlenění
Dějiny územněsprávního začleňování zahrnují období od roku 1850 do současnosti. V chronologickém přehledu je uvedena územně administrativní příslušnost obce (části obce) v roce, kdy ke změně došlo:
- 1850 země česká, kraj Praha, politický okres Příbram, soudní okres Dobříš[4]
- 1855 země česká, kraj Praha, soudní okres Dobříš
- 1868 země česká, politický okres Příbram, soudní okres Dobříš
- 1939 země česká, Oberlandrat Tábor, politický okres Příbram, soudní okres Dobříš[5]
- 1942 země česká, Oberlandrat Praha, politický okres Příbram, soudní okres Dobříš[6]
- 1945 země česká, správní okres Příbram, soudní okres Dobříš[7]
- 1949 Pražský kraj, okres Dobříš[8]
- 1960 Středočeský kraj, okres Příbram
- 1974 Středočeský kraj, okres Praha-západ[9]
- 2003 Středočeský kraj, obec s rozšířenou působností Černošice

## Společnost

### Rok 1932
V obci Zahořany (přísl. Rymaně, 490 obyvatel) byly v roce 1932 evidovány tyto živnosti a obchody: 2 cihelny, 3 hostince, kartáčník a štětkař, kovář, 2 krejčí, obuvník, 4 obchody se smíšeným zbožím, 2 trafiky, 2 truhláři.

## Doprava

### Dopravní síť
Do obce vede silnice III. třídy. Železniční trať ani stanice či zastávka na území obce nejsou.

### Autobusová doprava 2024
Autobusovou dopravu v obci Zahořany zajišťují společnosti Arriva Střední Čechy a Martin Uher. Obec je součástí Pražské integrované dopravy (PID). V obci se nachází zastávka Zahořany. Autobusová linka 688 vyjíždí z Mníšku pod Brdy a vede přes Zahořany, Novou Ves pod Pleší, Malou Hraštici a končí v Novým Kníně.

## Sbor dobrovolných hasičů
Sbor dobrovolných hasičů byl založen 1. ledna 1912. V současnosti má asi 82 členů. Sbor se věnuje především práci s mládeží: kolektiv mladých hasičů a dorostu má celkem 63 členů. Sbor pomáhá obecnímu úřadu Zahořany při pořádání kulturních akcí a věnuje se také požárním sportu.
Sbor byl 2. 9. 2017 oceněn medailí Za příkladnou práci.
Jednotka sboru dobrovolných hasičů byla obnovena v květnu 2019. Sbor disponuje vozidlem Ford Transit, který hasičský sbor zakoupil z veřejné sbírky členů a příznivců sboru a za přispění obce Zahořany.
Sbor zaznamenal velký úspěch v roce 2017, kdy se Tereza Šafářová stala I. vicemistryní České republiky v kategorii mladší dorostenky.
Vedoucí mladých hasičů Petr Kšána st. byl oceněn 16. 2. 2018 nejvyšším vyznamenáním v rámci SH ČMS za práci s mladými hasiči a dorostem medailí Za zásluhy o výchovu.
Sbor pořádal oslavy 100 let vzniku samostatného Československého státu dne 27. 10. 2018
10.5.2019 pořádal hasičský sbor Okresní kolo hry Plamen a Okresní kolo dorostu pro OSH Praha - západ.
V době pandemie covidu-19 se hasičský sbor velice podílel na všeobecné osvětě. V režii sboru se také pořádaly akce na rozvoz dezinfekce atd.
V roce 2020 vyhrály ženy místního sboru Brdskou ligu (jubilejní 20. ročník)
V roce 2021 se družstva žen a mužů probojovala na MČR do Hradce Králové.